# Gabriel Lamé
Gabriel Lamé (Tours, 22 de julho de 1795 — Paris, 1 de maio de 1870) foi um matemático e físico francês.
Após trabalhar com Benoît Paul-Émile Clapeyron em São Petersburgo, foi a partir de 1832 professor da École Polytechnique em Paris.

## Biografia
Desenvolveu uma teoria geral sobre coordenadas curvilíneas e escreveu o primeiro livro sobre a teoria da elasticidade. Foi o primeiro a apresentar as equações constitutivas para um material isotrópico, denominando as duas constantes materiais características de {\displaystyle \lambda } e {\displaystyle \mu }, uma sutil mas clara lembrança de seu nome.
Também é notabilizado pelo estudo e notação de curvas do tipo elíptico, atualmente conhecidas como curvas de Lamé, definidas pela equação
{\displaystyle \left|\,{x \over a}\,\right|^{n}+\left|\,{y \over b}\,\right|^{n}=1,}
sendo n um número real positivo qualquer.
É um dos 72 nomes na Torre Eiffel.

## Livros de Gabriel Lamé
- Examen des différentes méthodes employées pour résoudre les problèmes de géométrie  ( Vve Courcier, 1818)
- Cours de physique de l'Ecole Polytechnique. Tome premier, Propriétés générales des corps-Théorie physique de la chaleur (Bachelier, 1840)
- Cours de physique de l'Ecole Polytechnique. Tome deuxième, Acoustique-Théorie physique de la lumière (Bachelier, 1840)
- Cours de physique de l'Ecole Polytechnique. Tome troisième, Electricité-Magnétisme-Courants électriques-Radiations (Bachelier, 1840)
- Leçons sur la théorie mathématique de l'élasticité des corps solides (Bachelier, 1852)
- Leçons sur les fonctions inverses des transcendantes et les surfaces isothermes   (Mallet-Bachelier, 1857)
- Leçons sur les coordonnées curvilignes et leurs diverses applications (Mallet-Bachelier, 1859)
- Leçons sur la théorie analytique de la chaleur (Mallet-Bachelier, 1861)